# Аруцян, Оганес Михайлович
Оганес Михайлович Аруцян (1 октября 1925—13 августа 1985) — штурман СССР, первый кавалер почетного звания «Заслуженный штурман СССР» (вручён знак № 1), главный штурман Армянского УГА.

## Биография
Оганес Михайлович Аруцян родился 1 октября 1925 года.
В книге «Воспоминания пилота» Борис Чижов называет его Оник Аруцян.
В 1944 году окончил Ташкентскую военную авиационную школу стрелков-бомбардиров.
Лётную, штурманскую и бомбардировочную подготовку проходил на самолётах Р-5, Ще-2 и СБ. В 1944—1946 подготовка на фронтовом бомбардировщике Пе-2 в Военном авиационном училище разведчиков (ВАУР) в Давлеканово Башкирской ССР. Училище перебазировалось в 1945 году в Кировоград Украинской ССР и было переименовано в Кировоградскую офицерскую школу бомбардировочной разведывательной авиации (КОШБРА).
Умер 13 августа 1985 года.

## Профессиональная деятельность
С июня 1946 года служил в Закавказском военном округе, 188-я бомбардировочная авиационная дивизия.
8 мая 1953 года был присвоен первый класс штурмана гражданской авиации.
В 1966—1982 состоял на службе в Армянском управлении гражданской авиации на должности главного штурмана (до 1975 флаг–штурман).
В 1973 году проходил курсы повышения квалификации руководящего штурманского состава (ВАУ ГВФ, Академия ГА).
С 21 декабря 1983 года – начальник лётно-методической службы.
Лётная деятельность и инструкторские работы проводил на самолетах: ИЛ-18, ТУ-134, АН-24, ТУ-154.

## Политическая деятельность
Избран депутатом Ереванского городского совета депутатов трудящихся Армянской ССР 9-го созыва (избран в 1963 году) из избирательного округа №13.

## Награды
- Почетное звание «Заслуженный штурман СССР» (1966)[5]
- Знак «Отличник Аэрофлота»
- Юбилейная медаль «За доблестный труд. В ознаменование 100-летия со дня рождения Владимира Ильича Ленина»

## Семья
Жена: Аруцян Елена Саркисовна.
Дети: Аруцян Михаил, Аруцян Ирина, Аруцян Маргарита. Внук: Асланян Сергей.